# Lita Grey
Lillita Louise MacMurray, mais conhecida como Lita Grey (Hollywood, 15 de abril de 1908 — Los Angeles, 29 de dezembro de 1995) foi uma atriz americana.

## Biografia
Lita Grey foi a segunda esposa de Charles Chaplin. Em 1924, quando tinha 16 anos, ficou grávida de Charles, que poderia ter sido detido por ter relações sexuais com uma menor. Sendo assim, se casou com ela em segredo no México, para evitar um escândalo.
Lita e Chaplin tiveram dois filhos: Charles Chaplin, Jr. e Sydney Earle Chaplin. Divorciaram-se em 22 de agosto de 1927. Lita foi casada 4 vezes.
Faleceu em 1995, aos 87 anos, vítima de câncer generalizado. Seu túmulo se encontra no Valhalla Memorial Park Cemetery, em North Hollywood, Los Angeles, Califórnia. Ela foi retratada por Deborah Moore em Chaplin.

## Filmografia
- The Kid (1921)
- The Idle Class (1921)
- Mr. Broadway (1933)
- Seasoned Greetings (1933)
- The Devil's Sleep (1949)
- Unknown Chaplin (1983) (TV)